# Hermbstaedtia angolensis
Hermbstaedtia angolensis är en amarantväxtart som beskrevs av Charles Baron Clarke. Hermbstaedtia angolensis ingår i släktet Hermbstaedtia och familjen amarantväxter. Inga underarter finns listade i Catalogue of Life.